# Albert King
Pour les articles homonymes, voir King.
 (juillet 2017).
Albert Nelson, dit Albert King, est un guitariste, compositeur et chanteur de blues américain né le 25 avril 1923 et mort à Memphis, Tennessee, le 21 décembre 1992.
Il est, avec B. B. King et Freddie King, un des trois « king » de la guitare blues, il est surnommé The Velvet Bulldozer (le bulldozer de velours) à cause de son physique imposant (1,93 m pour 118 kg).

## Biographie
Albert Nelson est né dans une famille modeste à Indianola dans le Mississippi près d'une plantation de coton où il travaille pendant sa jeunesse. Ses premières influences musicales lui viennent de son père, Will Nelson, qui joue de la guitare. Pendant son enfance, il chante également à l'église dans un groupe de gospel. Il commence sa carrière professionnelle avec un groupe appelé In the Groove Boys à Osceola dans l'Arkansas.
Son premier succès est la chanson I'm A Lonely Man sortie en 1959. Il doit cependant attendre 1961 et la sortie de Don't Throw Your Love on Me So Strong pour devenir célèbre et atteindre la quatorzième place des classements de R&B. En 1966, il signe pour le label Stax pour lequel il sort en 1967 son album Born Under A Bad Sign. La chanson titre de cet album (écrite par Booker T. Jones et William Bell) devient le morceau le plus connu d’Albert King et il sera repris par de nombreux artistes, entre autres (de Cream à Jimi Hendrix). Le 1er février 1968, King est embauché par Bill Graham pour ouvrir le spectacle au Fillmore West devant John Mayall et Jimi Hendrix. Albert King est le premier musicien de blues à avoir joué au Fillmore West (il y rejouera plusieurs fois au cours de sa carrière).
Albert King meurt le 21 décembre 1992 d'une crise cardiaque à Memphis.

## Style
Albert King était un guitariste gaucher qui jouait généralement sur une guitare de droitier (les cordes n'étant pas inversées) car les guitares pour gaucher n'existaient pas à l'époque. Albert King est également connu pour avoir utilisé des accordages peu communs, comme un accordage de Do (Do-Si-Mi-Sol-Si-Mi) ou de Fa (Do-Fa-Do-Fa-La-Re) lui permettant de réaliser de plus grands bends. Adepte de la guitare électrique, il est associé à sa guitare la plus célèbre qui est une Gibson Flying V (avec une forme triangulaire très caractéristique) qu'il avait appelée Lucy, à ne pas confondre avec la guitare Lucille de BB King.
Même s'il représente le Chicago blues, il enregistra ses meilleurs albums, pendant les années 1970, sur le label de Memphis au service de la Soul et du R&B, Stax records, alors principal concurrent de la Motown (Detroit) au style si différent. Il métissa son blues du meilleur R&B de l'époque, en s'inspirant du rock et du funk naissant (James Brown, Curtis Mayfield, The Meters, The Mar's Keys). Son influence sur le blues, le rock, la soul et le funk contemporain est déterminante et de plus en plus reconnue après vingt ans d'oubli de la part du grand public : rythmes funky, suramplification, voix lente, posée, même son style si particulier est copié par de nombreux jeunes bluesmen et rockeurs d'hier à aujourd'hui. En France, il a influencé de nombreux chanteurs, des musiciens comme Paul Personne, Jean-Jacques Milteau ou Bill Deraime.
Parmi les musiciens anglophones qu'il a influencés, on peut citer les plus connus Steve Cropper, Keith Richards, Ron Wood, Jimi Hendrix, Eric Clapton, Jeff Beck, Mike Bloomfield, Gary Moore, Buddy Guy, Johnny Copeland, Johnny Winter, Robert Cray, Angus Young. Tous rendent ou lui ont rendu un hommage de son vivant, ou de manière posthume. De nombreuses critiques musicales retrouvent de ci et de là quelques notes, un bend, un refrain, un arrangement qui rappelle son style, sans forcément le copier. Mais de tous ses nombreux héritiers, Stevie Ray Vaughan a sans doute été le guitariste le plus fortement influencé par Albert King comme on peut l'entendre sur ses blues lents ou rapides, et les nombreux hommages qu'il a pu rendre à son aîné. 
On peut noter par exemple, que le solo de guitare d'Eric Clapton sur la chanson Strange Brew de Cream en 1967 est une reprise note pour note du solo d'Albert King sur Crosscut Saw.
Albert King avait lui-même invité le guitariste irlandais Rory Gallagher à venir jouer avec lui, pour la plus grande fierté du bluesman irlandais ; Stevie Ray Vaughan a par ailleurs fait paraître un CD qu'il avait enregistré avec Albert King : In session -1989- où l'on peut entendre les deux hommes, quelques années avant leurs morts.
Moins connu que BB King, John Lee Hooker ou Muddy Waters, Albert King reste donc comme l'un des grands bluesmen du XXe siècle. Il a profondément influencé la musique contemporaine, beaucoup de chanteurs et musiciens, amateurs ou professionnels, de célèbres guitaristes ou restés inconnus, ont été inspirés consciemment ou non par une œuvre encore largement méconnue du grand public. Son style a profondément été influencé par les valeurs et les croyances d'un Sud si différent du reste des États-Unis, par les traditions liées au gospel, à la méditation et à la prière, enfin par les précurseurs dès les années 1930 et 1940 du jazz et du blues (Howlin' Wolf) alors naissants. Il faut attendre les années 1960 pour qu'à son tour il mâtine son blues de soul, de rock et de funk, et poursuive l'œuvre de création entreprise par des pionniers tels Sam Cooke, Bob Dylan ou Otis Redding, souvent aux frontières des genres.

## Discographie

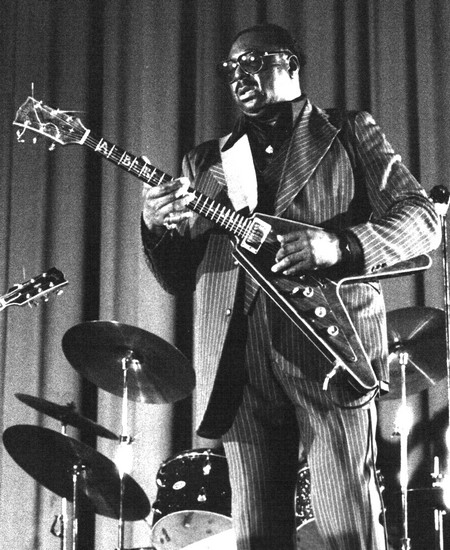
Albert King à Paris (salle de la Mutualité) le 16 novembre 1978.

- 1962 : The Big Blues, King Records
- 1967 : Born Under a Bad Sign, Stax Records
- 1968 : Live Wire/Blues Power, Stax Records
- 1969 : Years Gone By, Stax Records
- 1969 : King Of The Blues Guitar, Atlantic Records
- 1969 : Jammed together (Stax Records) avec Pops Staple et Steve Cropper
- 1970 : Blues For Elvis - King Does The King's Things, Stax Records
- 1971 : Lovejoy, Stax Records
- 1972 : I'll Play The Blues For You, Stax Records
- 1973 : Blues At Sunset, Stax Records
- 1973 : Blues At Sunrise, Stax Records
- 1974 : I Wanna Get Funky, Stax Records
- 1974 : Montreux Festival, Stax Records
- 1974 : The Blues Don't Change, Stax Records
- 1974 : Funky London, Stax Records
- 1976 : Albert, Tomato Records
- 1976 : Truckload Of Lovin' , Tomato Records
- 1977 : I'll Play the Blues For You, Tomato Records (avec John Lee Hooker)
- 1977 : King Albert, Tomato Records
- 1979 : New Orleans Heat, Tomato Records
- 1979 : Chronicle, Stax Records (avec Little Milton)
- 1983 : Crosscut Saw: Albert King In San Francisco, Stax Records
- 1984 : I'm In A Phone Booth, Baby, Stax Records
- 1986 : The Best Of Albert King, Stax Records
- 1986 : The Lost Session, Stax Records (avec John Mayall)
- 1989 : Let's Have A Natural Ball, Modern Blues Recordings
- 1989 : Live, Rhino Records
- 1990 : Door To Door, Chess Records 8 tracks A.King + 6 tracks Otis Rush
- 1990 : Wednesday Night In San Francisco, Stax Records
- 1990 : Thursday Night In San Francisco, Stax Records
- 1992 : Roadhouse Blues, RSP Records

Album sortis post-mortem :
- 1993 : The Ultimate Collection, Rhino Records
- 1993 : So Many Roads, Charly Blues Masters
- 1994 : The Tomato Years, Tomato Records
- 1995 : Mean Mean Blues, King Records
- 1996 : Hard Bargain, Stax Records
- 1997 : Born Under A Bad Sign & Other Hits, Flashback Records
- 1999 : Blues Power, Stax Records
- 1999 : The Very Best Of Albert King, Rhino Records
- 1999 : A Truckload Of Lovin': The Best Of Albert King, Recall Records (Royaume-Uni)
- 1999 : Albert King With Stevie Ray Vaughan In Session, Stax Records (enregistré en 1983)
- 2001 : Guitar Man, Fuel 2000 Records
- 2001 : I Get Evil: Classic Blues Collected, Music Club Records
- 2001 : More Big Blues Of Albert King, Ace Records
- 2002 : Blue On Blues, Fuel 2000 Records
- 2003 : Talkin' Blues, Thirsty Ear Records
- 2003 : Blues From The Road, Fuel 2000 Records
- 2004 : The feeling  (en fait une compilation des années Tomato)
- 2007 : The heat of the blues, Music Avenue, reprise des 4 disques parus en 1976 et 1977 chez Tomato Records
- 2007 : The very best of Albert King, Stax (une compilation des années Stax de 1966 à 1974, quelques versions peu fréquentes).